# Municipio de Angora
El municipio de Angora (en inglés: Angora Township) es un municipio ubicado en el condado de St. Louis en el estado estadounidense de Minnesota. En el año 2010 tenía una población de 249 habitantes y una densidad poblacional de 2,64 personas por km².

## Geografía
El municipio de Angora se encuentra ubicado en las coordenadas 47°45′37″N 92°38′30″O / 47.76028, -92.64167. Según la Oficina del Censo de los Estados Unidos, el municipio tiene una superficie total de 94.35 km², de la cual 94,17 km² corresponden a tierra firme y (0,19 %) 0,18 km² es agua.

## Demografía
Según el censo de 2010, había 249 personas residiendo en el municipio de Angora. La densidad de población era de 2,64 hab./km². De los 249 habitantes, el municipio de Angora estaba compuesto por el 97,59 % blancos, el 0,8 % eran afroamericanos, el 1,2 % eran amerindios y el 0,4 % eran de una mezcla de razas. Del total de la población el 0 % eran hispanos o latinos de cualquier raza.